# Klingemühle

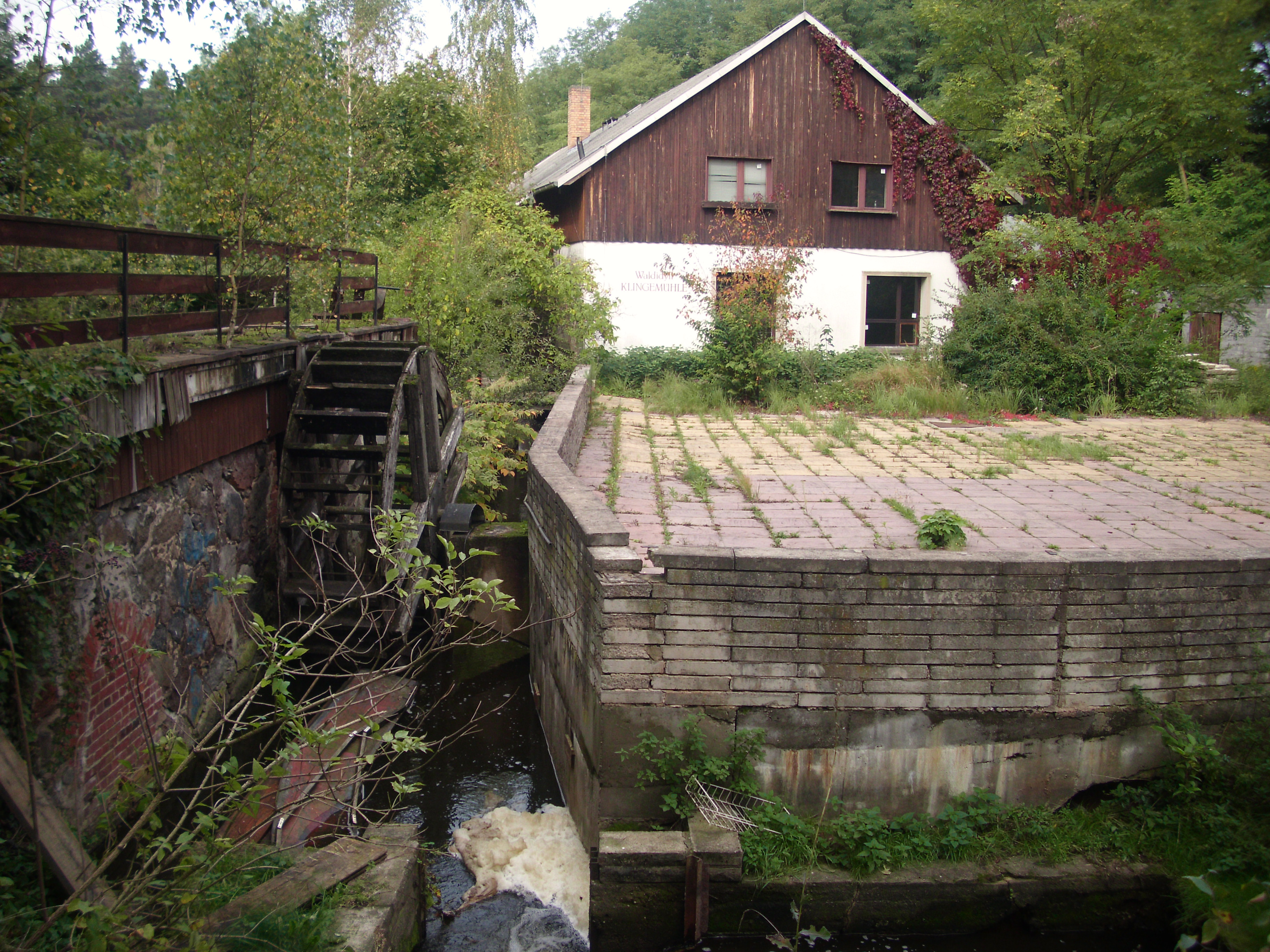
Klingemühle, Terrassenanbau, Reste der Mühle mit Wasserrad-Nachbau

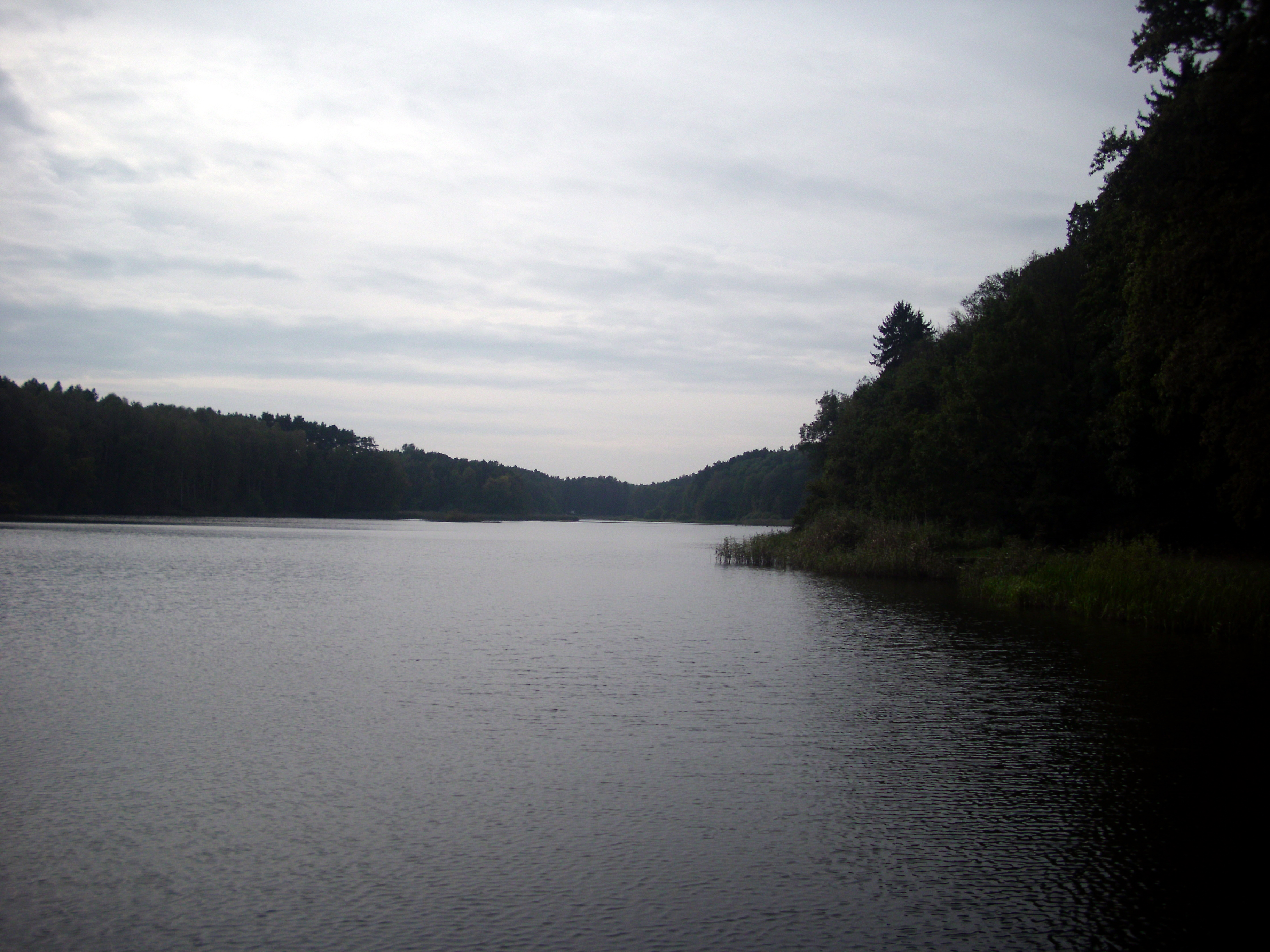
Klingeteich

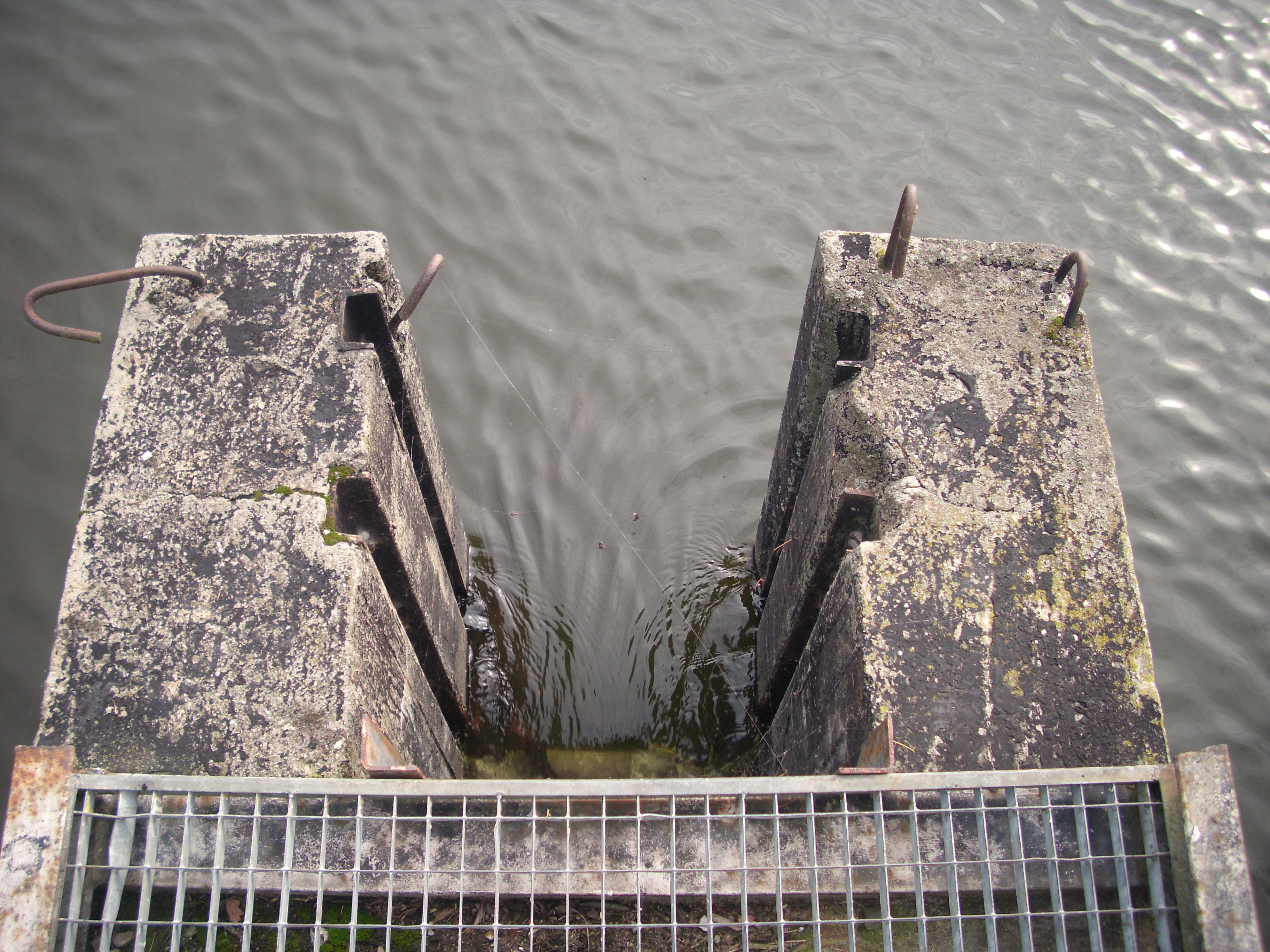
Mönch der Klingemühle zur Wasserstandsregulierung

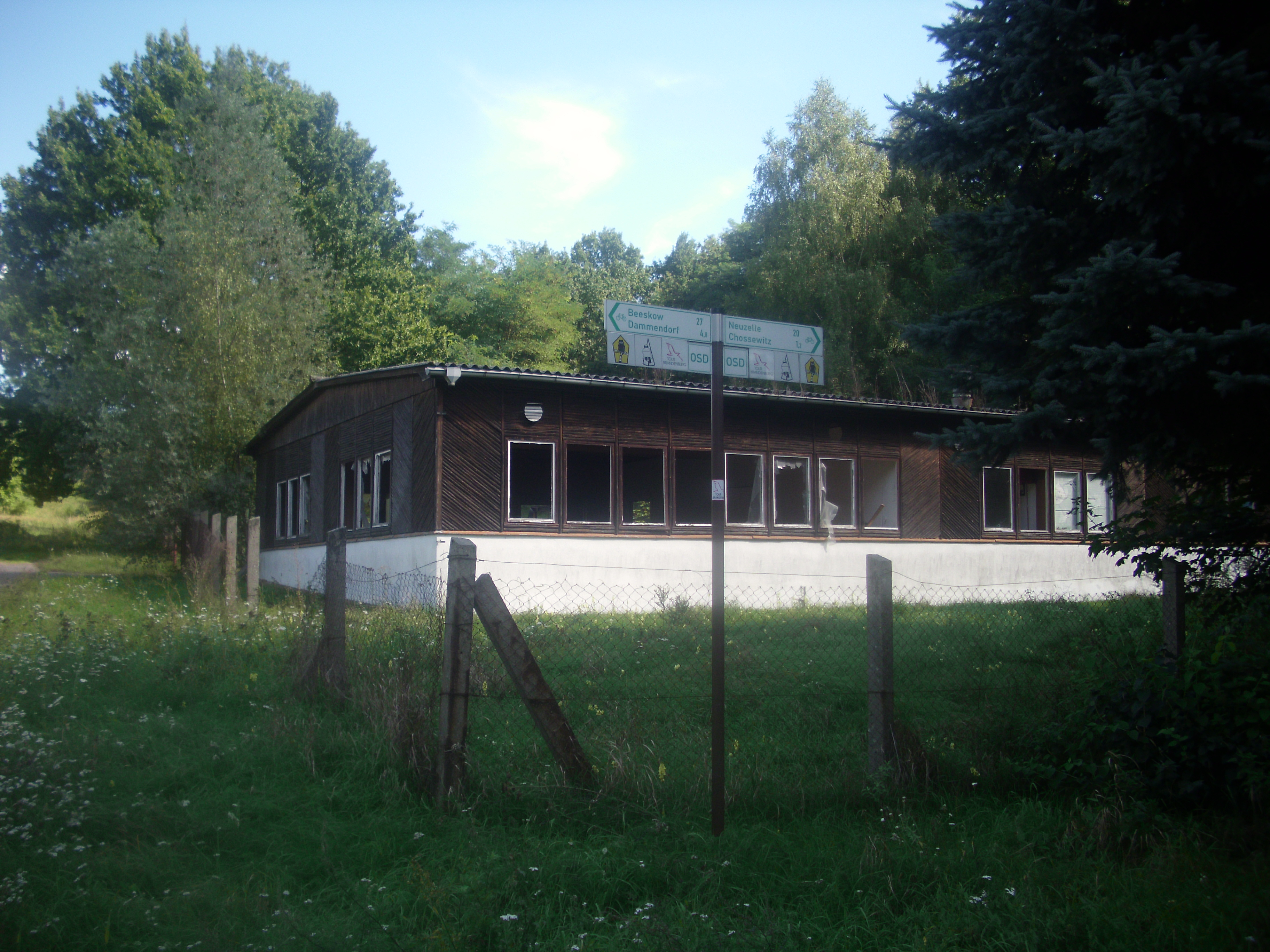
Bungalow der ehemaligen Ferienanlage

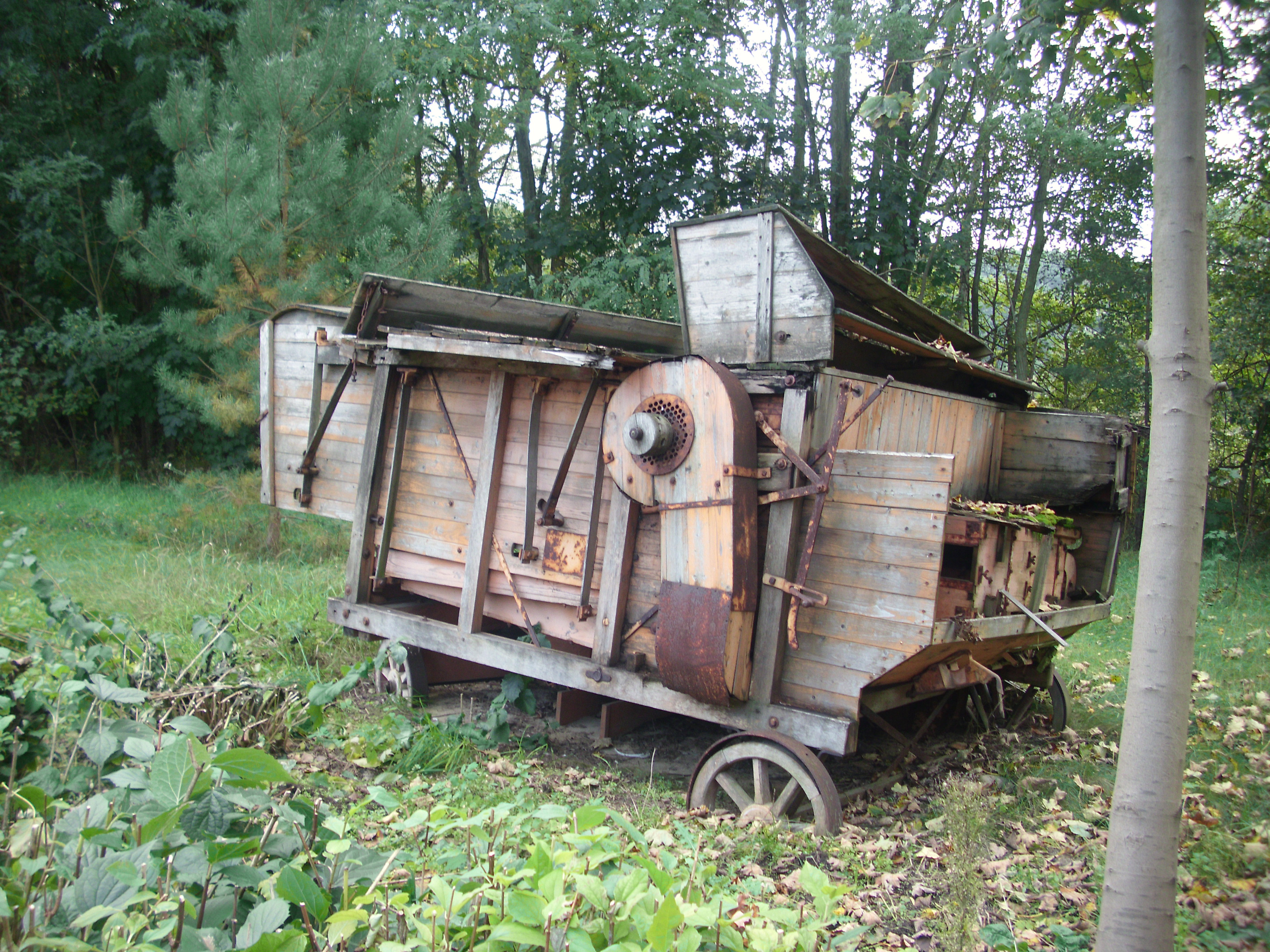
Dreschkasten am Weg zur Klingemühle

Die Klingemühle ist eine ehemalige Wassermühle und ein Wohnplatz auf der Gemarkung von Chossewitz, einem Ortsteil der Stadt Friedland im Landkreis Oder-Spree (Brandenburg). Die Klingemühle wird 1517 erstmals urkundlich erwähnt.

## Lage
Die ehemalige Mühle bzw. der heutige Wohnplatz liegt im Tal der Oelse am Klingeteich im Naturpark Schlaubetal, etwa 1,2 km nördlich von Chossewitz. Etwa 4,6 km ostnordöstlich liegt Kieselwitz, etwa 3,7 km westnordwestlich liegt Groß Briesen. Klingemühle hat heute den kommunalpolitischen Status eines Wohnplatzes von Chossewitz. Die Klingemühle gehörte aber früher zu Groß Muckrow. Die Klingemühle am Oelse-Fließ darf nicht mit der Simonsmühle am Klingefließ im Wohnplatz Klingetal der Stadt Frankfurt (Oder) verwechselt werden, denn diese Mühle hieß im 16. Jahrhundert ebenfalls Klingemühle.

## Geschichte
Die erste schriftliche Nennung der Klingemühle datiert von 1517 als "Khlingemole". In diesem Jahr bekundete der Landvogt der Niederlausitz Heinrich Tunckel von Bernitzko, dass Katharina, die Witwe Caspars von Köckritz, des Besitzers der Herrschaft Friedland, ein Leibgedinge von 4.000 rheinischen Gulden erhalten sollte. Unter den genannten Gütern befand sich auch die "Khlingemole". Danach schweigen die Quellen für über einhundert Jahre. In den Zeiten des Dreißigjährigen Krieges war ein Matheus Klingemöller. Die Klingemühle hat ihren Namen also nicht von diesem Matheus Klingemöller. Der zweite Name des Müllers ist hier nicht der Familienname, sondern Klingemöller  ist hier Berufs- und Herkunftsname. Die Klingemühle am Oelse-Fließ gehörte zu den Amtsmühlen im Ordensamt Friedland.

### Vor 1945
Als Matheus der Klingemöller Anfang der 1630er Jahre starb, heiratete seine Witwe erneut. Der Sohn, noch unmündig, sollte nach 20 Jahren sein Erbe antreten. Ihre Ehe mit Hans Kohl sollte nur von kurzer Dauer sein, da der Müller von raubenden und plündernden Kroatischen Reitern erschlagen wurde, die 1634 vor Guben lagen. Ihr dritter Ehemann war Hans Below, dem die Mühle 1635 erblich überlassen wurde. Ihm wurde seine Mühle wie auch die anderen Mühlen der Umgebung von Söldnern verwüstet, die das Inventar zerstörten, die Teiche leerten und die Dämme durchstachen. Daraufhin gab er auf, kehrte nach Klein Muckrow zurück und übernahm das väterliche Schulzengut. Der Sohn der Müllerin war Söldner geworden und kehrte nicht mehr aus dem Krieg zurück. Der Amtsschreiber Kappe aus Friedland versorgte die Müllerin mit dem Notwendigsten. Sie übergab ihm die Mühle gegen seine Zusicherung, sie bis zu ihrem Lebensende zu versorgen und sie christlich zu begraben. Sollte ihr Sohn wieder zurückkehren, sollte er mit 100 Talern abgefunden werden. Amtsschreiber Kappe reparierte die Gebäude und die wasserbaulichen Anlagen. Doch schon 1639 verwüsteten schwedische Söldner die Mühle erneut und durchstachen wiederum die Dämme.
1665 war die Klingemühle eine (Getreide-)Mahlmühle mit einem Gang. Die Mühle war Eigentum des Müllers; er musste jedoch dem Ordensamt Friedland als Obereigentümer jährlich zwei Taler in Geld und zwei Wispel Korn als Pacht entrichten. Die Bauern der Dörfer Klein Muckrow und Groß Muckrow mussten in der Klingemühle ihr Korn mahlen lassen. Nur wenn ihr Getreide nicht innerhalb von drei Tagen gemahlen werden konnte, durften sie das Getreide in eine andere Amtsmühle bringen. Zubehör zur Klingemühle waren eine Wiese beim Stockteich und eine weitere Wiese in den Ziltendorffschen Wiesen mit einer Größe von drei Morgen. Für diese Wiese musste der Müller dem Abt von Neuzelle jährlich 12 Groschen bezahlen, denn sie gehörte zum Kloster Neuzelle. Weiter gehörte dazu ein Stück Neuland hinter der Flur Bunkar, mit einer Aussaat von einem Wispel 12 Scheffel Korn. Ein weiteres Stück Neuland bei der Mühle herumb hatte 15 Scheffel Aussaat. Ein drittes Feld lag beim Land des Chossewitzer Krügers; hier fehlen die Angaben zur Aussaatmenge. Der Müller der Klingemühle hatte die Eichelmast von den bei der Mühle stehenden Eichen, musste der Herrschaft aber dafür ein gemästetes Schwein abliefern. Er durfte auch 200 Schafe halten, die auf die Weiden der Herrschaft getrieben werden durften. Er hatte auch das Recht im Mühlenteich mit der Wade zu fischen, die Benutzung eines Kahns war verboten. Benötigte er Bauholz zum Ausbessern der Gebäude oder zum Neubau erhielt er Bauholz zum halben Preis vom Ordensamt.
1679 fand sich ein neuer Müller. David Ohnesorg erwarb die Klingemühle für 400 Taler; bis 1755 sollte die Familie Ohnesorg nun auf der Klingemühle ansässig sein. Um die langen Fahrten nach Stettin und Prag loszuwerden, kaufte sich der Müller durch eine jährliche Zahlung von 11 Talern von dieser Dienstpflicht frei.
Am 3. September 1755 wurde die inzwischen wohlhabende Mühle durch Brand zerstört. Alles wurde vernichtet, das große Wohngebäude, die Ställe und ein Teil des Viehs, die Scheune mit allen Vorräten, 200 Taler Bargeld, der Hausrat und vieles mehr. Der Wiederaufbau sollte nur von kurzer Dauer sein, im Siebenjährigen Krieg plünderten russische Truppen mehrmals die Mühle. Ihnen folgten 1760 preußische Truppen, die einen Teil des Viehbestandes mitnahmen. Insgesamt bezifferte der Müller die Kriegsschäden auf 1.354 Taler. Letztlich verstarb der Müller hoch verschuldet.
Johann Gottfried Kapke heiratete die Witwe und wurde so zum neuen Klingemüller. Noch vor dem Ende des 18. Jahrhunderts folgte ein Besitzer namens Schmettow, der die Klingemühle 1803 an Christian Richter verkaufte. Richter hatte nun die Aufgabe, die heruntergekommene Mühle wieder instand zu setzen. Er erlitt jedoch große Schäden im Vierten Koalitionskrieg 1806–1807, die er auf 3.000 Taler bezifferte. Der Topographisch-militairische Atlas von dem Koenigreiche Sachsen von 1810 verzeichnet die Mühle als Klingelmühle. 1818 standen im Wohnort Klingemühle zwei Wohnhäuser, die 30 Bewohner hatten. 1840 gab es nur noch ein Wohnhaus, in dem aber 25 Personen wohnten. 1846 wurden die Dienste und Prästationen (Abgaben) des im Regest namentlich nicht genannten Mühlenbesitzers zur Standesherrschaft Friedland abgelöst.
Nach Berghaus umfasste das Anwesen der Klingemühle 1853 629 Morgen 90 Quadratruten insgesamt, davon die Mühlenstätte selber ein Morgen 90 Quadratruten, 4 Morgen Gärten, 500 Morgen Acker, 20 Morgen Wiesen, 100 Morgen Forst und 4 Morgen Wasser und ertragloses Land. 1854 wird wiederum ein Wohnhaus mit 29 Bewohnern genannt. Für 1856 nennt Güthlein 20 Einwohner und für 1861 geben Riehl und Scheu 21 Einwohner an. Sie nennen G. Richter als Besitzer der Klingemühle. Das Topographisch-statistische Handbuch des Regierungs-Bezirks Frankfurt a. O. von 1867 gibt für 1864 wiederum zwei Wohngebäude an, die  Einwohnerzahl mit 38.
1868 wurde der dem Klingemüller Richter gehörige Klingemühlteich vom Gutsbezirk Friedland abgetrennt und der Gemeinde Groß Muckrow zugeordnet. Im selben Jahr wurde auch die Brücke bei der Klingemühle über das Oelsen-Fließ repariert. Die Klingemühle blieb bis mindestens 1888 in Familienbesitz. Einer der Müllerssöhne, Johannes Gottfried Richter, wurde Tierarzt und erhielt im Prüfungsjahr 1886–1887 seine Approbation.
Erstaunliches berichteten Vogelbeobachter im Jahr 1888 von der Gegend um die Klingemühle. Man entdeckte im Mai des Jahres Steppenhühner (Syrrhaptes paradoxus), die in Scharen zogen. Noch vor 1894 kam es zu einem weiteren Besitzerwechsel; die Klingemühle gehörte nun Ernst Anton August Snethlage und seiner Frau Martha Helene Ida geb. Schulze. Am 8. November 1894 wurde deren Sohn Herbord Wilhelm Eduard Snethlage in der Klingemühle geboren. 1896 heiratete der Müller Robert Geschke, der nun auf der Mühle saß, in Groß Muckrow. Im Jahr 1903 suchte der Fischmeister H. Ernsting für die Klingemühle eine Arbeitskraft, die zuverlässig ist. Der Teich umfasste damals sieben Hektar, und war 1,5 Meter tief.
Als nächsten Besitzer findet man dann ab 1913 Fritz Freiherr von der Borch. 1923 nennt Niekammer's Landwirtschaftliches Güter-Adressbuch der Provinz Brandenburg immer noch Fritz Freiherr von der Borch als Besitzer der Klingemühle. Vermutlich verkaufte er danach die Klingemühle an Georg Breuker (1876–1964) und kaufte dafür die Jankemühle. Breuker war bis 1890 Pferdejunge im Bergbau, um 1894 Lehrhauer. Sein aktives Wirken in der Gewerkschaftsbewegung und die Mitgliedschaft im Bergarbeiterverband sorgten für seine Entlassung. Die Schwarze Liste für die Mitglieder verhinderte eine Anstellung. So gründete er 1902 in Weitmar den Konsumverein Wohlfahrt. Er fand in der Niederlausitz wieder Arbeit als Bergmann bis etwa 1910, dann wurde er Handelsvertreter und Mühlenbesitzer der Klingemühle. Als Geschäftsmann lebte er nach dem Verkauf der Mühle wieder in seiner Heimatstadt Bochum.
Neue Eigentümerin der Klingemühle war 1929 die Freifrau von Breiten-Landenberg mit einem Besitz von 285 Hektar. Fritz Freiherr von der Borch besaß damals die Jankemühle. 1941 ist er aber wieder als Besitzer der Klingemühle nachgewiesen. Damals verkaufte er 216 ha an die Forstverwaltung.

### Nach 1945
Nach dem Zweiten Weltkrieg wurde von der Borch enteignet. In der Zeit der DDR war das Gelände das Ferienheim Klingemühle des VEB Elektrokohle Lichtenberg und wurde zugleich als Tagungszentrum genutzt. Die Mühle selbst war eine beliebte Ausflugsgaststätte. Nach der Wende bewirtschaftete die Ferienparadies GmbH Waldidyll Klingemühle das 30.000 Quadratmeter große Gelände bis 1998.
Als Ortsteil der Gemeinde Chossewitz hatte Klingemühle sogar eine eigene Postleitzahl O-1231, die am 1. Juli 1993 geändert wurde in 15848. Das Gelände, seit 10 Jahren ungenutzt, wechselte mit der Zwangsversteigerung des Komplexes Hotelanlage „Waldidyll Klingemühle“ 2008 den Besitzer. Ersteigert wurde das Objekt von dem Eisenhüttenstädter Uwe Zimdahl. Um das Gelände im Bereich der großen Freitreppe zu arrondieren, erwarb der Verein Buenaventura für 4500 Euro ein Flurstück in Hanglage dazu. Völlig überraschend wurden sie auf Grund eines fehlerhaften Gutachtens Eigentümer der Klingemühle. Der Verein plante die Sanierung der Bungalowsiedlung neben der Mühle ab dem Frühjahr 2010. Am 28. Mai 2011 wurde ein Teil der Klingemühle wieder für die Öffentlichkeit zugänglich gemacht.
Der Klingeteich, heute insgesamt 38 Hektar groß, wird von der Schlaubefisch eG bewirtschaftet. Es gibt im See vor allem Friedfische wie Karpfen und Schleien. Der Wasserstand wird von Hand reguliert, und der Klingeteich wird regelmäßig aus dem Chossewitzer See aufgefüllt. Ein Wanderweg rund um den Klingeteich erstreckt sich über etwa fünf Kilometer und ist mit einem gelben Kreis auf weißem Grund gekennzeichnet.

## Kommunalpolitische Geschichte
Die Klingemühle gehörte bei ihrer ersten urkundlichen Nennung 1517 zur niederlausitzischen Herrschaft Friedland, die 1533 von der Ballei Brandenburg des Johanniterordens erworben wurde und in das Ordensamt Friedland umgewandelt wurde. In der Kreisgliederung der Niederlausitz gehörte das Ordensamt zum Krumspreeischen Kreis. Die Klingemühle blieb im Obereigentum des Ordensamtes bis 1811, als das Ordensamt vom Königreich Sachsen beschlagnahmt und in das Königlich-sächsische Amt Friedland umgewandelt wurde. Mit dem Wiener Kongress musste das Königreich Sachsen 1815 die Niederlausitz an Preußen abtreten; das Amt Friedland wurde nun königlich-preußisches Rentamt im Kreis Lübben. 1875 wurde das Rentamt Friedland aufgelöst; die Klingemühle wurde dem neugebildeten Amtsbezirk 14 Groß Muckrow zugewiesen. Mit der Kreis- und Bezirksreform von 1952 kamen Chossewitz und die Klingemühle zum Kreis Beeskow. Klingemühle war nun Ortsteil der Gemeinde Chossewitz. Mit der Wende und der Ämterbildung im Land Brandenburg schloss sich Chossewitz mit Klingemühle 1992 zum Amt Friedland (Niederlausitz) zusammen. Zum 6. Dezember 1993 wurde der Kreis Beeskow zusammen mit den Kreisen Eisenhüttenstadt und Fürstenwalde zum Landkreis Oder-Spree vereinigt. Die Eingemeindung von Chossewitz nach Friedland erfolgte zum 31. März 2001. Nach der heutigen kommunalen Gliederung ist Klingemühle ein Wohnplatz auf der Gemarkung des Ortsteils Chossewitz der Stadt Friedland.